# ماريا ناغاناوا
ماريا ناغاناوا (باليابانية: 長縄 まりあ) هي مؤدية أصوات يابانية ولدت في 5 أغسطس 1995 في محافظة آيتشي.

## أدوارها في الأنمي

### مسلسلات أنمي تلفزيونية
- الخلايا تعمل! - الصفيحة الدموية
- تادا-كن لايقع في الحب - القطط
- أسد آذار - طالبة
- صغار الحيتان يغنون في الرمال - ماغو، ساني
- بوبوكي بورانكي: عمالقة الكوكب - تشو أوران
- سحر ستيلا - تامامي هوندا
- مونستر هنتر ستوريز RIDE ON - لولوا
- توكار - تسوغومي ناكاجيما
- سلو ستارت - كاموري سنغوكو
- أوكالتيك ناين - تشيزو كاواباتا
- أورينج - ميسوزو
- كوزو نو هونكاي - ميو
- ديفاين غيت - روري
- خادمة الآنسة كوباياشي تنين - كانا كاموي

## أدوارها في الدبلجة اليابانية
- ميراكيلوس: قصص الفتاة الدعسوقة والقط الأسود - تيكي

## وصلات خارجية
- ماريا ناغاناوا على موقع ميوزك برينز (الإنجليزية)
- ماريا ناغاناوا على موقع قاعدة بيانات الفيلم (الإنجليزية)
- ماريا ناغاناوا على موقع ANN person (الإنجليزية)